# Hedžet
Hedžet (ḥḏt) je uradno ime krone faraonov Gornjega Egipta. Po združitvi Gornjega in Spodnjega Egipta je skupaj z dešret, rdečo krono Spodnjega Egipta, tvorila pšent, dvojno krono Egipta. Simbol, ki se je včasih uporabljal namesto hedžet, je bila jastrebja boginja Nekbet, ki je ob boginji kobri Vadžet tvorila aureus na pšentu.

## Zgodovina
| S1 |

| S1 |

Bela in rdeča krona imata dolgo zgodovino, ki sega v preddinastično obdobje Egipta in kaže, da je bilo kraljevsko dostojanstvo nekaj časa osnova egipčanske družbe. Najstarejšo podobo bele krone so odkrili v Qustulu v Nubiji. Po mnenju Jane Roy so nova odkritja v Abidosu, zlasti na pokopališču U in v zapisu U-j iz obdobja Naqada IIIA pokazala, da se je v Egiptu uporabljala že pred tem.
Nehbet, boginja varuhinja Nehbeta (sodobni el Kab) pri Hierakonpolisu, je bila upodobljena kot ženska z jastrebjo glavo in belo krono. Tudi sokolji bog Horus iz Hierakonpolisa (egipčansko Nekhen)je bil običajno upodobljen z belo krono. Znamenita upodobitev bele krone je na Narmerjevi paleti, ki so jo odkrili v Hierakonpolisu, na kateri kralj Juga s hedžet na glavi slavi zmago nad sovražnikom s severa. Kralji združenega Egipta so nase gledali kot na Horove naslednike. Na vazah iz obdobja faraona Kasekemuija je faraon prikazan kot Hor z belo krono.
Ohranil se ni noben primerek niti bele niti rdeče krone, zato ni znano, kako sta bili izdelani in kakšni materiali so se zanju uporabili. Domneva se, da sta bili izdelani iz klobučevine ali usnja. Domneva je popolna špekulacija. Obe kroni bi lahko bili tudi spleteni kot košari iz rastlinskih vlaken, na primer trave, slame, palmovih listov ali trsja. Dejstvo, da se nobena krona ni ohranila niti v nedotaknjenih faraonskih grobnicah, na primer v Tutankamonovi, kaže, da je krona morda prehajala z vladarja na njegovega naslednika, tako kot v sodobnih monarhijah.
- Zgodnjedinastična upodobitev bele krone na paleti faraona Narmerja
- Bronast kipec z belo krono Gornjega Egipta